# The 1619 Project

Logo du projet 1619

The 1619 Project (Le Projet 1619) est un projet lancé par le New York Times Magazine en 2019, s'inspirant du débarquement des premiers Africains en Virginie en 1619 et visant à réévaluer les conséquences et le poids de l'esclavage aux États-Unis sur l'histoire du pays, fondé par Nikole Hannah-Jones, un de ses journalistes, et qui a déclenché de vives controverses historiques.
Au départ simple numéro prévu pour le 400e anniversaire du débarquement des premiers Africains en Virginie en 1619, capturés sur un navire négrier espagnol par des corsaires hollandais, le projet évolue pour inclure principalement des essais sur différents aspects de la vie américaine contemporaine qui, selon les auteurs, ont « des racines dans l'esclavage et ses conséquences », ainsi que des poèmes, de courtes fictions et un essai photographique .
Selon des auteurs participant au projet, les Afro-américains, qui représentent 13 % de la population des États-Unis, sont les victimes encore aujourd'hui d'un racisme institutionnel et à une quantité disproportionnée de défis socio-économiques et politiques.

## Histoire du projet
Hannah-Jones propose de consacrer un numéro du magazine au réexamen de l'héritage de l'esclavage en Amérique et à l'anniversaire de l'arrivée des premiers esclaves en Virginie, notamment pour remettre en question l'idée que l'histoire américaine commence en 1776. L'initiative devient rapidement un projet à part entière, qui comprend plusieurs numéros du magazine, accompagnés de documents connexes sur d'autres publications du Times et un programme développé en collaboration avec le Pulitzer Center pour une utilisation dans les écoles. Avec le soutien de la Smithsonian Institution, le projet recrute un panel d'historiens pour rechercher, développer et vérifier le contenu du projet. Il est décidé que presque toutes les contributions devront provenir d'Afro-américains, considérant la perspective des écrivains noirs comme un élément essentiel de l'histoire à raconter.

## Publications duNew York Times

### Numéro du magazine du 14 août
La première édition, publiée dans le New York Times Magazine le 14 août 2019, compte 100 pages avec dix essais, un essai photographique et un recueil de poèmes et de fiction par seize écrivains comprenait les œuvres suivantes, :   
- America Wasn't a Democracy, Until Black Americans Made It One, essai de Nikole Hannah-Jones (traduction libre : l'Amérique n'était pas une démocratie jusqu'à ce que les Noirs américains en fassent une.)
- American Capitalism Is Brutal. You Can Trace That to the Plantation, essai de Matthew Desmond (Le capitalisme américain est brutal. On peut remonter jusqu'à la plantation.).
- A New Literary Timeline of African-American History, compilation de poèmes et d'histoires originaux, de 16 auteurs dont Clint Smith, Yusef Komunyakaa, Eve L. Ewing, Reginald Dwayne Betts, Barry Jenkins et Jesmyn Ward (Nouvelle chronologie littéraire de l'Histoire afro-américaine).
- How False Beliefs in Physical Racial Difference Still Live in Medicine Today, essai de Linda Villarosa (Comment de fausses croyances dans la différence physique raciale subsistent en médecine aujourd'hui).
- What the Reactionary Politics of 2019 Owe to the Politics of Slavery, essai de Jamelle Bouie (Ce que la politique réactionnaire de 2019 doit à la politique de l'esclavage).
- Why Is Everyone Always Stealing Black Music?, essai de Wesley Morris (Pourquoi tout le monde vole-il toujours la musique noire ?).
- How Segregation Caused Your Traffic Jam, essai de Kevin Kruse (Comment la ségrégation causa votre embouteillage).
- Why Doesn't America Have Universal Healthcare? One word: Race, essai de Janeen Interlandi (Pourquoi l'Amérique n'a-t-elle pas d'assurance maladie universelle ? Un mot : Race).
- Why American Prisons Owe Their Cruelty to Slavery, essai de Bryan Stevenson (Pourquoi les prisons américaines doivent-elles leur cruauté à l'esclavage).
- The Barbaric History of Sugar in America, essai de Khalil Gibran Muhammad (L'Histoire barbare du sucre en Amérique).
- How America's Vast Racial Wealth Gap Grew: By Plunder, essai de Trymaine Lee (Comment se développa l'important écart racial de richesse : par le pillage).
- Their Ancestors Were Enslaved by Law. Now They're Lawyers, essai de Djeneba Aduayom, accompagné d'un texte de Nikole Hannah-Jones et de Wadzanai Mhute (Leurs ancêtres étaient réduits en esclavage par la Loi. Aujourd'hui, ils sont juristes).

Les essais explorent des détails de la société américaine moderne, tels que les embouteillages et l'affinité des americains pour le sucre, et leurs liens avec l'esclavage et la ségrégation. L'essai de Matthew Desmond envisage la manière dont l'esclavage a façonné le capitalisme moderne et les normes de travail. Celui de Jamelle Bouie effectue un parallèle entre la politique pro-esclavagiste et la politique moderne de droite. Bouie fait valoir que l'Amérique n'a toujours pas abandonné l'hypothèse selon laquelle certaines personnes méritent intrinsèquement plus de pouvoir que d'autres.

### Autre publications sur le sujet
Le numéro du magazine est accompagné d'une section spéciale sur le journal du dimanche, en partenariat avec la Smithsonian Institution. Elle examine les débuts de la traite transatlantique des esclaves et est écrite par Mary Elliott et Jazmine Hughes.
À partir du 20 août, une série audio en plusieurs épisodes intitulée « 1619 » est lancée. Elle est publiée par The Daily (Le Quotidien), le podcast d'informations du matin du NYT. La section des sports du dimanche comportait un essai évaluant l'impact de l'esclavage sur les sports professionnels en Amérique, « Is Slavery's Legacy in the Power Dynamics of Sports? » (Y a t-il un héritage de l'esclavage dans la dynamique de pouvoir du sport?). Le Times prévoit de porter le projet dans les écoles, avec le programme d'études du projet 1619  (1619 Project Curriculum) développé en collaboration avec le Pulitzer Center. Des centaines de milliers d'exemplaires supplémentaires de ce numéro sont imprimés puis distribués aux écoles, musées et bibliothèques.

### Rectificatif duNew York Timesface à la critique
Le 11 mars 2020, Jake Silverstein rédige une mise à jour sous forme de clarification sur le site web du New York Times, corrigeant une partie de l'essai de Hannah-Jones. Il déclare que « la préservation de l'esclavage était la principale motivation de certains colons », alors que la version originale avait suggéré que c'était la principale motivation de tous les colons.
Le New York Times a souligné par ailleurs que les contributions firent l'objet de recherches approfondies et que les arguments furent vérifiés par une équipe travaillant avec des historiens. Les historiens de la guerre de Sécession Gordon S. Wood, James M. McPherson et Richard Carwadine critiquent le projet 1619, déclarant qu'il avança des affirmations trompeuses et historiquement inexactes,,.

## Accueil, réactions et controverses
Le projet reçoit un accueil mitigé, avec des avis divergents de la part des universitaires, des experts politiques, des journalistes, des hommes politiques. Les critiques sont globalement plutôt négatives de la part des historiens.

### Accueils positifs
Kamala Harris, alors candidate aux primaires démocrates pour l'élection présidentielle de 2020, salue le projet par un tweet estimant que ce dernier « reconnait » une partie de l'histoire américaine et permet de « comprendre » la société actuelle.
La journaliste Alexandria Neason écrit dans la revue Columbia Journalism Review que l'esclavage est généralement perçu aux États-Unis dans les médias et les écoles comme un événement marginal de l'histoire américaine, sans influence majeure et que le projet 1619 permet de contester cette image . Le magazine Fortune publie également une critique positive, écrivant que le projet est « de grande envergure et collaboratif, sans faille et perspicace » et « un correctif dramatique et nécessaire au mensonge fondamental de l'histoire américaine dans ses origines ».
Jonathan Blanks, chercheur associé au Cato Institute, déclare que malgré ses réserves sur les inexactitudes historiques dans le numéro spécial du journal, il regrette que « le projet 1619 reçoive des critiques exagérées » car il constitue « un effort important pour combler les lacunes dans la compréhension américaine de l'histoire de la nation ».

### Accueils négatifs

#### Critique sur la démarche générale du projet
Les critiques de Wood et de McPherson sont publiées par le World Socialist Web Site, un site de l'aile gauche du socialisme, qui prétend que l'objectif du projet 1619 « est de créer un récit historique qui légitime l'effort du Parti démocrate pour construire une coalition électorale fondée sur la priorisation des « identités » personnelles, c'est-à-dire le genre, la préférence sexuelle, l'ethnicité et, surtout, la race ». Le site publie également des interviews sur le projet des historiens Victoria Bynum et James Oakes et promeut une série de conférences critiquant ce qu'il qualifie de « falsification raciste de l'histoire américaine et mondiale » du projet.
Le professeur Oakes critique l'affirmation de Hannah-Jones selon laquelle « le racisme anti-noir fait partie de l'ADN même de ce pays ». Il déclare : « Ce sont des tropes vraiment dangereux. Ils ne sont pas seulement anhistoriques, ils sont en fait anti-historiques. La fonction de ces tropes est de nier le changement au fil du temps. Cela revient à ces analogies : ils disent : « regardez à quel point les Noirs étaient maltraités sous l'esclavage. Et regardez le taux d'incarcération des Noirs aujourd'hui. C'est la même chose ». Rien ne change. Il n'y a pas eu d'industrialisation. Il n'y a pas eu de grande migration. Nous sommes tous dans le même bateau qu'à l'époque. Et c'est ce qu'est le péché originel. C'est transmis. Chaque génération est née avec le même péché originel. Et le pire, c'est que cela mène à la paralysie politique. Ça a toujours été là. Nous ne pouvons rien faire pour en sortir. Si c'est l'ADN, vous ne pouvez rien faire. Que faire ? Modifier votre ADN ? »
L'historienne Victoria Bynum, auteure du livre historique lié au film Free State of Jones, estime que « quelle que soit la manière dont les esclavagistes réussissaient à inculquer le racisme aux gens du commun, l'idée que quiconque qui nourrissait des préjugés raciaux était a priori historiquement responsable de l'esclavage semble être un dispositif rhétorique visant à rendre le racisme intemporel et immuable ».
Le projet reçut aussi des critiques de conservateurs. L'ancien président de la Chambre, Newt Gingrich, qualifie le projet de « lavage de cerveau », de « propagande » et de « mensonge ». Le sénateur Ted Cruz l'assimile également à de la propagande.
Le reporter conservateur Byron York, dans le Washington Examiner, décrit le projet comme une tentative de recadrer l'histoire américaine conformément aux valeurs des éditeurs du New York Times. Selon lui, le but est faire basculer le récit de la présidence Trump du dossier Steele vers la question raciale. Le spécialiste conservateur Erick Erickson critique les « lentilles raciales » déployées dans la relecture de l'histoire. Le président Donald Trump, le sénateur Ted Cruz et Newt Gingrich font écho aux opinions exprimées par les commentateurs conservateurs. Dans l'édition du 18 août 2019 du Washington Examiner, il est écrit « Le projet 1619 fut rejeté par les critiques comme une tentative de réduire l'intégralité de l'histoire américaine à une leçon sur l'esclavage et la race ».
Une analyse du 13 septembre 2019 dans le New York Magazine par Andrew Sullivan, ancien contributeur au New York Times Magazine, rappelle que le projet ouvre une perspective importante qui devait être entendue, mais critique sa forme biaisée sous couvert d'objectivité. Selon lui, cela prouve que le New York Times est passé du reportage neutre au militantisme.

#### Critique sur l'oubli de l'esclavage en zone espagnole
Le New York Times Magazine affirme que le projet aborde « le début de l'esclavage américain », qui commence par l'esclavage parmi les Amérindiens aux États-Unis, avant l'arrivée des Européens. Les esclaves pouvaient être adoptés, surtout s'ils étaient réduits en esclavage enfants ; et l'esclavage peut être héréditaire ,. Les Amérindiens capturent et asservissent également certains des premiers explorateurs et colons européens. Ils sont eux-mêmes asservis par les colons. Leur mise en esclavage commença en Floride espagnole, dans les années 1500, sous le système encomienda.
Les premiers esclaves africains arrivent, dans ce qui allait devenir les États-Unis d'Amérique, en 1526, avec la création de San Miguel de Guadalupe par Lucas Vázquez de Ayllón sur la côte actuelle de la Géorgie ou de la Caroline. Ils se rebellent et vivent avec des indigènes, détruisant la colonie en moins de deux mois. D'autres esclaves africains arrivent en Floride en 1539 avec Hernando de Soto et lors de la fondation en 1565 de St. Augustine, en Floride. Les esclaves africains qui fuyaient vers la Floride espagnole sont libérés par proclamation royale en 1693, à condition de se convertir au catholicisme. La Floride espagnole devient un lieu de refuge pour les esclaves fuyant l'Amérique coloniale.

#### Critique sur le statut des personnes débarquées en 1619
La date d'août 1619 correspond au débarquement d'une vingtaine d'africains par un corsaire hollandais qui avait attaqué l'un des six navires négriers déportant au Mexique 2000 Africains victimes d'un raid afro-portugais dans le Royaume de Ndongo en Angola. Le 400e anniversaire de leur arrivée est commémoré en Virginie.
Mais cet épisode de 1619 n'a « pas la signification que le Projet 1619 lui attribue », a estimé Roger D. McGrath (professeur d'histoire à l'université de Los Angeles) en novembre 2020 dans la revue conservatrice Chronicles, car il « n'a pas enclenché une tendance », dans la mesure où « il y avait des milliers de colons blancs potentiels » prêts à s'engager pour être expédiés vers le Nouveau Monde, où la Virginie est la seule colonie britannique à avoir des habitants africains les années suivantes. Entre 1607 et 1624, environ 7 500 blancs étaient arrivés en Virginie, dont 83 % sont morts de maladies ou d'attaques indiennes, avec seulement 1 300 survivants. Ensuite, « il a fallu de nombreuses années pour que l’esclavage soit institué en Amérique britannique », et entre-temps, expédier des Africains vers les colonies « pour servir seulement pendant un engagement de 4-7 ans n’avait pas de sens économique », alors qu'il était « moins cher de transporter des engagés sous contrat blancs », par un « trajet plus court » et sans les acheter. Parmi les Noirs arrivés à cette époque, Anthony Johnson, engagé sous contrat en 1621, possédait 250 acres en 1651, reçu en échange du financement du voyage de cinq engagés sous contrat, dont quatre blancs et un noir, John Casor. Ce dernier part ensuite travailler comme salarié libre pour un voisin, Robert Parker, qui le soutient en 1654 quand Johnson conteste et perd en justice. C'est seulement une décision, inverse, en appel en 1655, qui a établi officiellement le précédent juridique de l'esclavage en Virginie, a souligné Roger D. McGrath, sous forme de jurisprudence, confirmée seulement en 1661 par une loi locale.
Au Ghana, une initiative du gouvernement incitant les personnes issues de la diaspora africaine à s'installer dans le pays a pris le nom de « l'année du retour » (2019, Year of Return) choisie pour commémorer le 400e anniversaire.

#### Critique concernant la guerre d'indépendance des États-Unis
Le projet 1619 fut vivement critiqué par des historiens américains, notamment les spécialistes de la révolution américaine Gordon S. Wood et Sean Wilentz.
La « révolution américaine » a coïncidé avec la guerre d'indépendance des États-Unis au milieu des années 1770. L'historienne Leslie M. Harris, consultée par le New York Times lors de l'élaboration du projet 1619, a pointé dans Politico l'inexactitude historique de l'idée que les treize colonies soient allées à la guerre pour préserver l'esclavage et déploré que le journal n'ait pas tenu compte de son éclairage sur ce point.

#### Critique concernant la guerre de Sécession
Les experts de la guerre de Sécession Richard Carwardine  et James McPherson estiment eux aussi qu'il comporte des affirmations trompeuses et historiquement inexactes,,.
Dans une interview, McPherson se dit dérangé par la « considération déséquilibrée et unilatérale du projet, qui manque de contexte et de perspective sur la complexité de l'esclavage, qui n'était manifestement pas une institution exclusivement américaine, mais qui a existé tout au long de l'histoire ». McPherson poursuit : « L'esclavage aux États-Unis n'était qu'une petite partie d'un processus mondial plus vaste qui s'est déroulé pendant de nombreux siècles. Et, aux États-Unis aussi, il y avait non seulement de l'esclavage mais aussi un mouvement anti-esclavagiste ».
Wood déclare en interview : « J'ai lu le premier essai de Nikole Hannah-Jones, qui prétend que la Révolution s'est produite principalement en raison du désir des Américains de garder leurs esclaves. Elle affirme que les Britanniques étaient sur le chemin de la guerre contre la traite négrière et l'esclavage et que la rébellion était le seul espoir de l'esclavage américain. Cela a fait que la révolution américaine ressemblait à la guerre de Sécession, où le Sud a fait sécession pour sauver et préserver l'esclavage, et que les Américains se sont révoltés 70 ans plus tôt pour protéger leur institution d'esclavage. Je ne pouvais tout simplement pas y croire ». Il poursuit : « J'ai été surpris, comme beaucoup d'autres personnes, par l'ampleur de cette chose, d'autant plus qu'elle va devenir la base de l'enseignement secondaire et qu'elle est sous l'autorité du New York Times, et pourtant, c'est tellement faux à bien des égards ».

#### Réponses aux critiques
Répondant aux critiques, Hannah-Jones déclare que chaque point a fait l'objet d'une profonde recherche, et analysée par des historiens ayant vérifié chaque argument. Nancy LeTourneau, dans le Washington Monthly, soutient que le sentiment conservateur est menacé par le projet car « il défie le tout sur lequel est fondée toute leur vision du monde. C'est leur état d'esprit que de monopoliser l'imagination et de réprimer les alternatives. Cela prépare le canevas du totalitarisme ».
En réponse à une lettre critique de cinq historiens au chroniqueur, le rédacteur en chef Jake Silverstein écrit : « Seules les critiques de bonne foi de notre projet nous aident à l'affiner et l'améliorer – but important pour nous maintenant. Nous sommes en train de le développer dans un livre ».

## Projet rival
En février 2020, un projet rival nommé « 1776 » est lancé pour contrer le projet 1619. L'année 1776 est celle de la Déclaration d'indépendance des États-Unis.